# Station Niort
Station Niort is een spoorwegstation in de Franse stad Niort.